# Fortune
Fortune er et amerikansk magasin, der udgives hver anden uge, både i en amerikansk udgave og i to internationale udgaver. Magasinet blev grundlagt af Time Magazines medgrundlægger Henry Luce i 1930 ved begyndelsen af Depressionen, og det blev anset for Amerikas første erhvervsmagasin.
Fortune var en del af mediekoncernen Time Warner indtil Time Inc. blev købt af Meredith i januar 2018 for 1,84 mia. USD (cirka 12 mia. DKK). Da Meredith ønskede at afhænde nogle af sine print magasiner og reducere selskabets gæld, blev TIME frasolgt til Salesforce.com i september for 190 mio. USD (cirka 1,2 mia. DKK), og Fortune for 150 mio. USD (cirka 1 mia. DKK) i november til den thailandske forretningsmand Chatchaval Jiaravanon, grundlægger af Charoen Pokphand Group (C.P. Group).
Fortune er især kendt for "Fortune 500", de lister over virksomheder med god indtjeningsevne, som bladet offentliggør en gang om året. Indtil september 2005 blev magasinet kun udgivet en gang om måneden.

## Eksterne links
- Fortune – officiel website Arkiveret 23. oktober 2013 hos  Wayback Machine